# Acanthogorgia boninensis
Acanthogorgia boninensis är en korallart som beskrevs av Aurivillius 1931. Acanthogorgia boninensis ingår i släktet Acanthogorgia och familjen Acanthogorgiidae. Inga underarter finns listade i Catalogue of Life.